# Alfredo Fernandez (judoka)
Alfredo Fernandez es un deportista brasileño que compitió en judo. Ganó dos medallas de oro en el Campeonato Panamericano de Judo, en los años 1985 y 1986.

## Palmarés internacional
| Campeonato Panamericano | Campeonato Panamericano | Campeonato Panamericano | Campeonato Panamericano |
| Año                     | Lugar                   | Medalla                 | Categoría               |
| ----------------------- | ----------------------- | ----------------------- | ----------------------- |
| 1985                    | La Habana (Cuba)        | Medalla de oro          | –95 kg                  |
| 1986                    | Salinas (Puerto Rico)   | Medalla de oro          | –95 kg                  |